# (86279) Brucegary
(86279) Brucegary est un astéroïde de la ceinture principale, de la famille de Hungaria.

## Description
(86279) Brucegary est un astéroïde de la ceinture principale, de la famille de Hungaria. Il présente une orbite caractérisée par un demi-grand axe de 1,93 UA, une excentricité de 0,07 et une inclinaison de 21,8° par rapport à l'écliptique.

## Compléments